# Bayersried (Eggenthal)
Bayersried ist ein Gemeindeteil von Eggenthal im Landkreis Ostallgäu im bayerischen Regierungsbezirk Schwaben und eine Gemarkung.

## Lage
Das Pfarrdorf liegt in Oberschwaben westlich von Eggenthal an der Kreuzung der Kreisstraßen OAL 11 und OAL 12.
Bayersried liegt am 88 Kilometer langen Crescentia-Pilgerweg von Kaufbeuren nach Ottobeuren und Mindelheim führt.

## Geschichte
Der Ortsname weist auf einen Ursprung des Ortes als Rodungssiedlung eines Mannes namens „Baier“ oder einer Kolonnengruppe aus Baiern im damals dicht bewaldeten Gebiet als Ursprung des Ortes hin. 1461 fiel der Ort an die Ronsberger Herrschaft Schönau zu Stein. Nach deren Teilung gelangte der Ort um 1749 an das Kloster Kempten unter Fürstabt Engelbert von Syrgenstein, in dessen Besitz und Gerichtsbarkeit er bis zur Säkularisation 1803 verblieb.
Im Zuge der Vereinödung 1799 wurden für die Gemeinde Bayersried 13 Filialen abgetrennt, die unter dem Sammelnamen „Holzstetten“ geführt wurden.
Die erst zum 1. Juli 1901 aus Teilen der Gemeinde Willofs neugebildete politische Gemeinde Bayersried im Bezirksamt bzw. Landkreis Marktoberdorf bestand bis zur Gebietsreform.
Am 1. Januar 1978 wurde die bis dahin selbstständige Gemeinde Bayersried nach Eggenthal eingemeindet. Bis zu dieser Zeit gehörten die Orte Binkenhofen, Beschaunen, Blumenried, Mayers, Kreuzhof, Lausbichl, Reichartsried, Schönlings, Sonderhof, Stehlings, Unterwebams, Völken, Webams und Wurmannswies zur Gemeinde Bayersried.
Kirchlich war Bayersried bis zum Anfang des 16. Jahrhunderts eine Filiale der Pfarrei Lauchdorf, ehe es zu einer eigenen Pfarrei erhoben wurde. Heute gehört die Pfarrei zur Pfarreiengemeinschaft Eggenthal im Dekanat Kaufbeuren.

## Sehenswürdigkeiten
Siehe auch: Baudenkmäler in Bayersried
Die Pfarrkirche St. Nikolaus wurde vermutlich zum Ende des 15. Jahrhunderts erbaut und ist von einem Friedhof mit Tuffsteineinfassung umgeben. Umbauten und Restaurierungen erfolgten im 16. Jahrhundert zur Barockisierung sowie 1859 und 1929; 1955 wurde das Langhaus nach Westen verlängert. Die Altäre sind Werke des Obergünzburger Steinmetzes Adolph Traut, ein Steinrelief stammt von Franz Xaver Fischer, der 1910 bis 1935 Pfarrer in Bayersried war. Das Altarblatt im Chor stammt aus der 2. Hälfte des 18. Jahrhunderts und zeigt den heiligen Nikolaus zu Füßen der Muttergottes. Links unten findet sich darin die Darstellung des Dorfes Bayersried mit der Kirche.

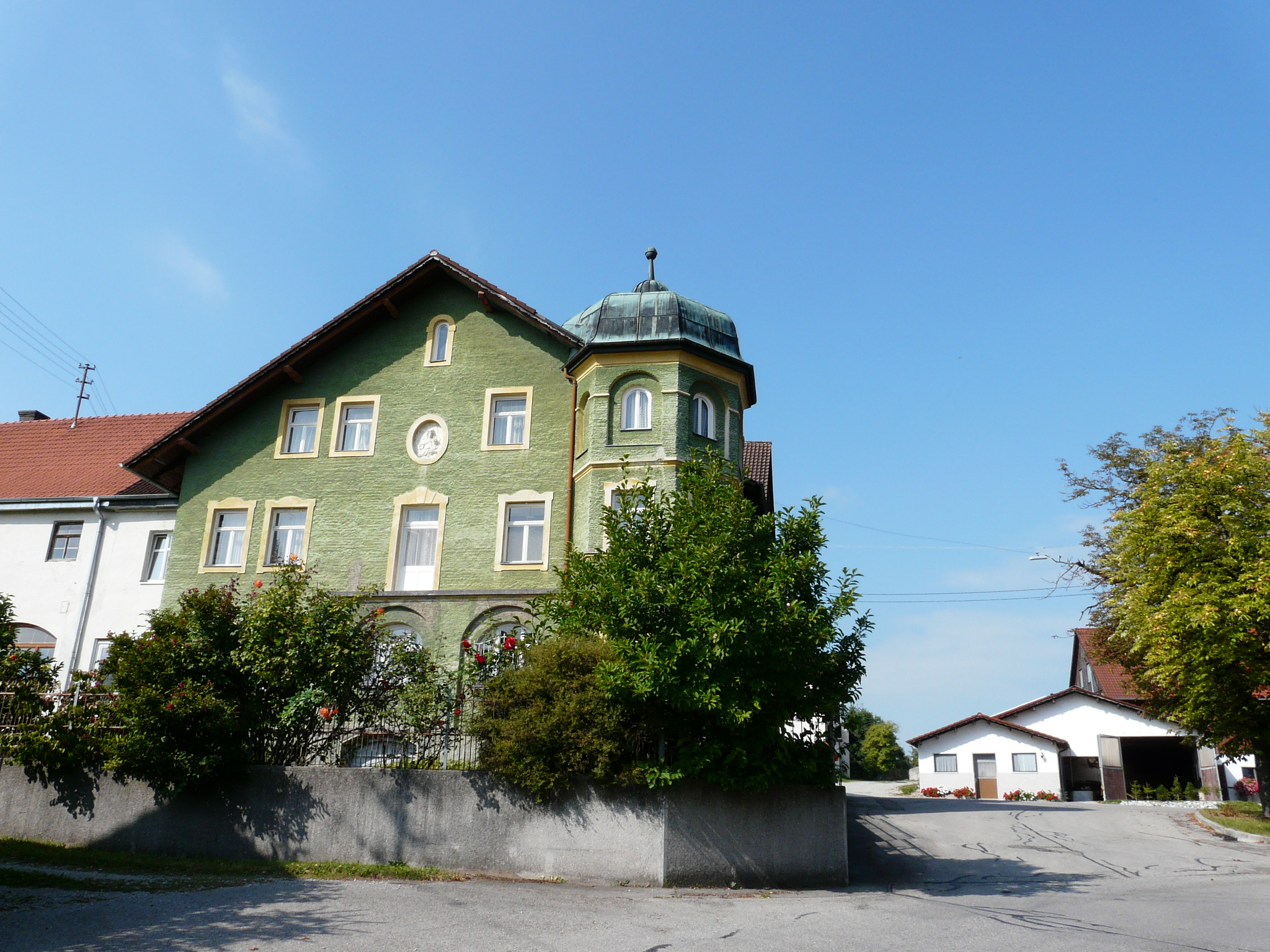
Ehemaliges Gasthaus in der Ortsmitte

Das Ortsbild von Bayersried wird von einem markanten, ehemaligen Gasthaus mit Runderker in der Ortsmitte geprägt.

## Bodendenkmäler
Siehe: Liste der Bodendenkmäler in Eggenthal